# 히가시나루오역
히가시나루오역(일본어: 東鳴尾駅, ひがしなるおえき)은 일본 효고현 니시노미야시에 있는 한신 전기철도의 역이다. 역 번호는 HS 53이다.
남쪽의 스자키 역과는 역간 거리가 조금 400m 밖에 떨어져 있지 않아 한신 전철 전 구간에서는 최단 거리이다.

## 역사
- 1943년 11월 21일: 무코가와 선 개통과 동시에 설치.
- 1946년 1월 5일: 여객 영업 정지.
- 1948년 10월 10일: 여객 영업 재개.
- 1984년 4월 3일: 스자키 ~ 무코가와단치마에 역 구간 개통에 따라 열차 교환 설비가 신설되어 평일 러시아워에 상,하행의 교행 실시.
- 1995년
  - 1월 17일: 한신・아와지 대지진의 영향으로 무코가와 선이 불통됨.
  - 1월 26일: 무코가와 선 운행 재개.
- 2014년 4월 1일: 역 번호 도입.

## 역 구조
개통 당초에는 교행역이었지만 1960년대에 단선 승강장 1면 1선의 통과역으로 개조하면서 무코가와 단지 앞으로의 확장을 계기로 다시 교행역으로 개조되어 현재의 모습인 섬식 승강장 1면 2선의 지상역 구조이다. 본 역은 무인역이며 출입구는 승강장 북단의 1개소만 존재하고 무코가와 방면 선로를 가로질러 승하차객 전용 구내 건널목에서 역의 서쪽과 연결된다.
이 구내 건널목은 한신 역에서 유일하다.
IC카드(PiTaPa・ICOCA)전용 간이 개찰기와 충전기 이외의 자동 매표기나 자동 개찰기, 자동 정산기 등은 없다. 하차할 때 보통 승차권 및 정산권 등의 회수가 필요한 승차권류는 역 출구에 설치되어 집찰 상자에 투입한다. 이전에는 승차역 증명증기가 있었다.

### 승강장
| 승강장       | 노선          | 방향 | 행선                |
| ------------ | ------------- | ---- | ------------------- |
| 서측(입구쪽) | ■ 무코가와 선 | 상행 | 무코가와 방면       |
| 동측(반대쪽) | ■ 무코가와 선 | 하행 | 무코가와단치마에 행 |

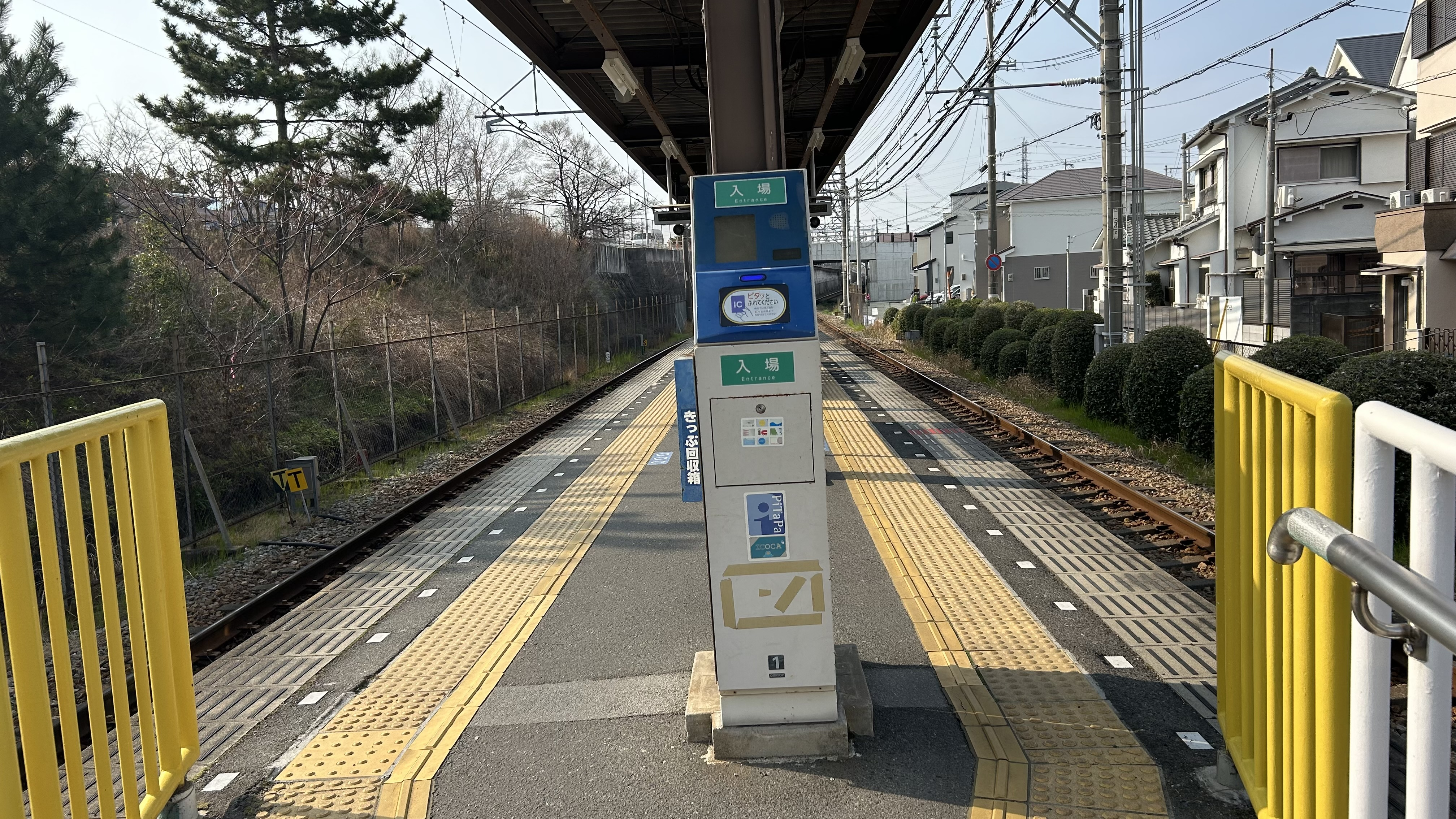
개찰기
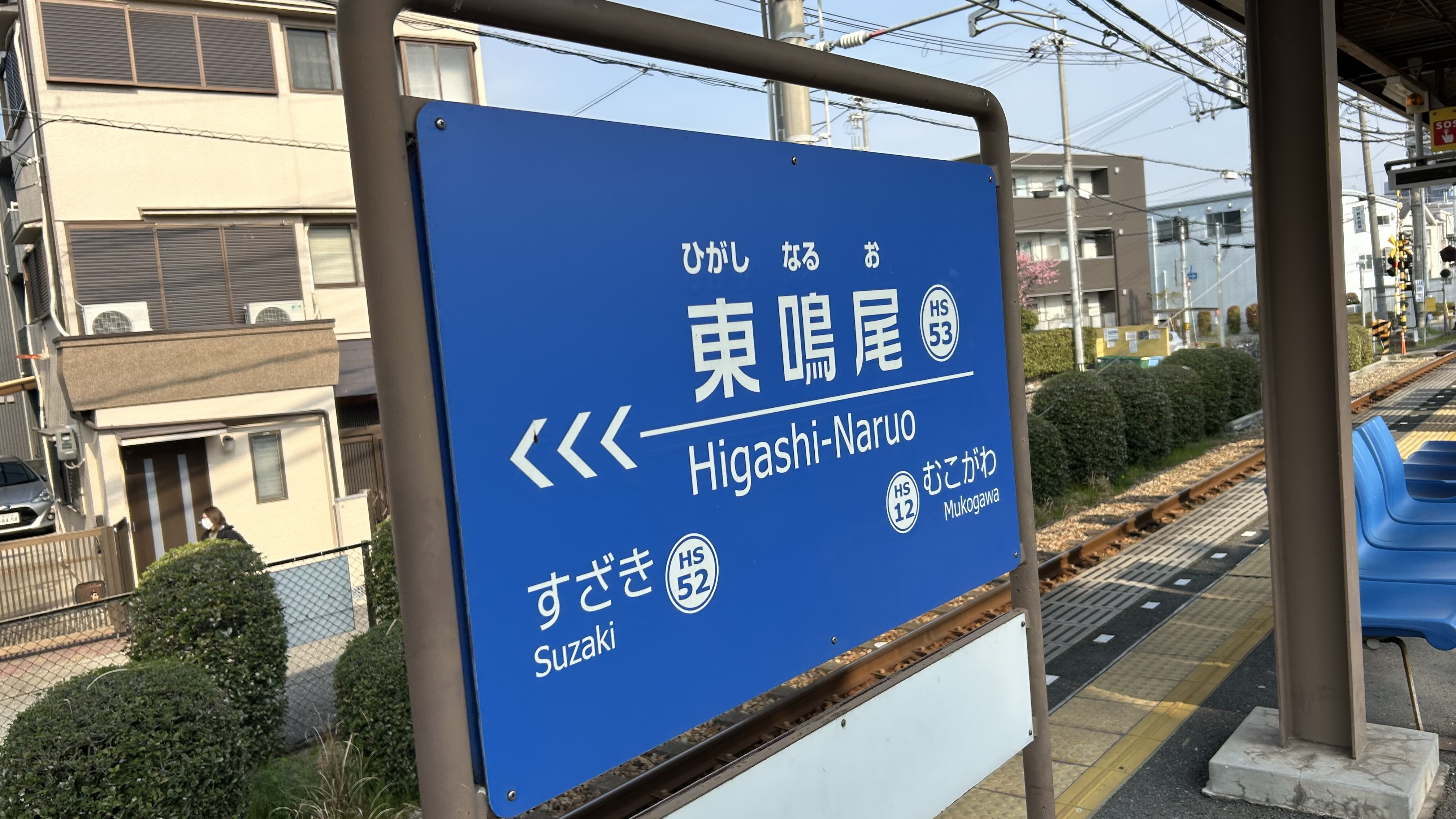
역명표

## 역 주변
역 동쪽에 무코 강이 흐르고 있다. 역 주변은 주택지에서, 역에서 도보 5분 거리에 미야코 상점가가 있다. 바로 가까이에 배팅 센터가 있다.
- 니시노미야 시립 나루오히가시 초등학교
- 니시노미야 가사야 우체국
- 나루오히가시 공민관
- 누노타니 성형 외과 병원

## 인접역
| 한신 전기철도 ■ 무코가와 선  | 한신 전기철도 ■ 무코가와 선 | 한신 전기철도 ■ 무코가와 선        |
| ---------------------------- | --------------------------- | ---------------------------------- |
| HS 12 무코가와 무코가와 방면 |                             | 스자키 HS 52 무코가와단치마에 방면 |